# Быстрореченский (Тацинский район)
Быстрореченский — посёлок в Тацинском районе Ростовской области.
Входит в состав Жирновского сельского поселения.

## География

### Улицы
- ул. Береговая,
- ул. Буденного,
- ул. Зелёная,
- ул. Молодёжная,
- ул. Садовая,
- ул. Спортивная,
- ул. Фурманова.

## История
В августе 1963 года населенный пункт центральной усадьбы Тацинского плодопитомнического совхоза переименован в Быстрореченский.

## Население
| 2010 |
| ---- |
| 269  |